# Билум
Билум (bilum) — вязаная сумка ручной работы, традиционно распространённая среди жителей Папуа — Новой Гвинеи, населяющих гористые внутренние районы острова Новая Гвинея. Среди жителей, населяющих равнины и прибрежные равнины, а также многочисленные острова и архипелаги страны, билумы мало распространены. В настоящее время эти сумки получили широкое распространение по всей стране и используются для переноски различных предметов, а также детей, которые, устраиваясь в горизонтальном положении, проводят в них большую часть первых лет своей жизни. Согласно представлениям папуасов, билумы оберегают ребёнка. В случае смерти ребёнка его билум хоронят вместе с ним. Женщины традиционно носят билумы, обернув их ручки вокруг головы и закинув за спину, в то время как мужчины носят их через плечо или на поясе.
Билумы до сих пор играют важную роль в жизни местных папуасов и служат традиционным индикатором этнической принадлежности, которую определяют по стилю рисунка, форме, украшениям сумки. Внутри же социальных групп они отражают социальный статус человека, а также служат ключевым элементом гендерной дифференциации. В прошлом же эти вязаные сумки служили неким связывающим звеном между представителями разных социальных групп, а также между мужчинами и женщинами. Билумы при этом (как мужские, так и женские) традиционно шьются женщинами. Мужчины же, получая от женщины сшитый ей билум, украшают его перьями различных видов птиц. В некоторых районах Папуа — Новой Гвинеи билумы стали использоваться для выкупа невесты.